# Џозеф Скулинг
Џозеф Ајзек Скулинг (енгл. Joseph Isaac Schooling; Сингапур, 16. јун 1995) сингапурски је пливач чија примарна дисциплина су спринтерске трке делфин стилом, а подједнако успешно плива и у спринтерским тркама слободним и мешовитим стилом. Олимпијски је победник из Рија 2016. у дисциплини 100 делфин, први је сингапурски спортиста са олимпијском медаљом у пливању и уједно први спортиста своје земље са освојеном златном олимпијском медаљом.

## Каријера
На међународној сцени Скулинг је дебитовао на Светском јуниорском првенству у Лими 2011. где је наступио у чак 5 дисциплина, а најбољи резултат остварио је у трци на 100 метара делфин стилом у којој је освојио 5. место. Нешто касније исте године пливао је и на Играма Југоисточне Азије на којима је освојио чак 4 медаље, од чега две златне, а успео је да исплива и А квалификациону норму за предстојеће олмпијске игре. 
На Олимпијским играма 2012. у Лондону Скулинг се такмичио у обе трке делфин стилом, а иако није успео да се квалификује за полуфинала у обе трке испливао је времена нових личних рекорда. Већ на светском првенству у Барселони 2013. успео је да се пласира у полуфинала трка на 200 делфин и 200 мешовито, а две године касније у Казању 2015. осваја и своју прву медаљу на светским првенствима. Скулинг је у Казању освојио бронзану медаљу у трци на 100 делфин и то је била прва медаља са светских првенстава у историји сингапурског пливања. 
На Олимпијским играма 2016. у Рију Скулинг је освојио златну олимпијску медаљу у трци на 100 метара делфин стилом са временом 50,39 секунди поставши тако први олимпијски победник у историји сингапурског спорта. Време које је Скулинг испливао у финау уједно је био и нови олимпијски рекорд. Олимпијски комитет Сингапура је за овај успех Скулинга наградио са новчаним износом у вредности од једног милиона америчких долара.
Скулинг је са одлични наступима наставио и на светском првенству у Будимпешти 2017. где је у трци на 100 делфин освојио бронзану медаљу, док је у трци на 50 делфин у којој је заузео 5. место у финалу у два наврата „поправљао” азијски рекорд.
Велики успех остварио је на Азијским играма 2018. чији домаћин је био град Џакарта, а на којима је Скулинг освојио укупно 5 медаља, од чега две златне.
Учествовао је и на светском првенству у корејском Квангџуу 2019. године. 